# Hexagrammidae
Las molvas o lorchas son la familia Hexagrammidae de peces marinos, la única del suborden Hexagrammoidei incluido en el orden Scorpaeniformes, endémicos del norte del océano Pacífico, principalmente en aguas subárticas y templadas, con una especie (Hexagrammos stelleri) que habita también en el océano Ártico. Su nombre procede del griego: exa (seis) + gramma (signo o marca de escritura).

## Morfología
Tienen el cuerpo moderadamente alargado y comprimido de hasta 1'5 m de longitud aunque la mayoría de las especies son mucho menores, no tienen espinas en la parte superior de la cabeza, aunque la mayoría tienen uno o dos pequeños cirros por encima del ojo; los dientes son típicamente pequeños, situados sobre las mandíbulas y el hueso vómer.
Aleta dorsal única, normalmente entallada, con 16 a 28 espinas en la parte anterior y 11 a 30 radios blandos detrás; base de la aleta anal alargada y con 4 espinas; tiene un par de fosas nasales, la anterior bien desarrollada y la posterior rudimentaria o ausente; tienen de 1 a 5 líneas laterales; no tienen vejiga natatoria.
La coloración es altamente variable en algunas especies y cambia mucho dependiendo del sexo, tamaño, localidad geográfica o hábitat local.

## Hábitat y modo de vida
Habitan desde aguas intermareales hasta aguas profundas de 600 m o más, aunque la mayoría de las especies suelen encontrarse a 200 m de profundidad sobre la plataforma continental; su dieta incluye multitud de presas, como cangrejos, anfípodos, poliquetos, pequeños peces y huevas de pescado.

## Géneros y especies
Existen 12 especies agrupadas en 5 géneros:
- Subfamilia :
- Género Hexagrammos (Tilesius, 1810)
  - Hexagrammos agrammus (Temminck y Schlegel, 1843)
  - Hexagrammos decagrammus (Pallas, 1810)
  - Hexagrammos lagocephalus (Pallas, 1810) - Molva
  - Hexagrammos octogrammus (Pallas, 1814)
  - Hexagrammos otakii (Jordan y Starks, 1895)
  - Hexagrammos stelleri (Tilesius, 1810)

- Género Ophiodon (Girard, 1854)
  - Ophiodon elongatus (Girard, 1854) - Bacalao largo, lorcha o molva.

- Género Oxylebius (Gill, 1862)
  - Oxylebius pictus (Gill, 1862) - Molva pinta.

- Género Pleurogrammus (Gill, 1861)
  - Pleurogrammus azonus (Jordan y Metz, 1913) - Lorcha de Ojotsk.
  - Pleurogrammus monopterygius (Pallas, 1810) - Lorcha de Atka.

- Género Zaniolepis (Girard, 1858)
  - Zaniolepis frenata (Eigenmann y Eigenmann, 1889) - Cepillo espina corta.
  - Zaniolepis latipinnis (Girard, 1858) - Cepillo espina larga.

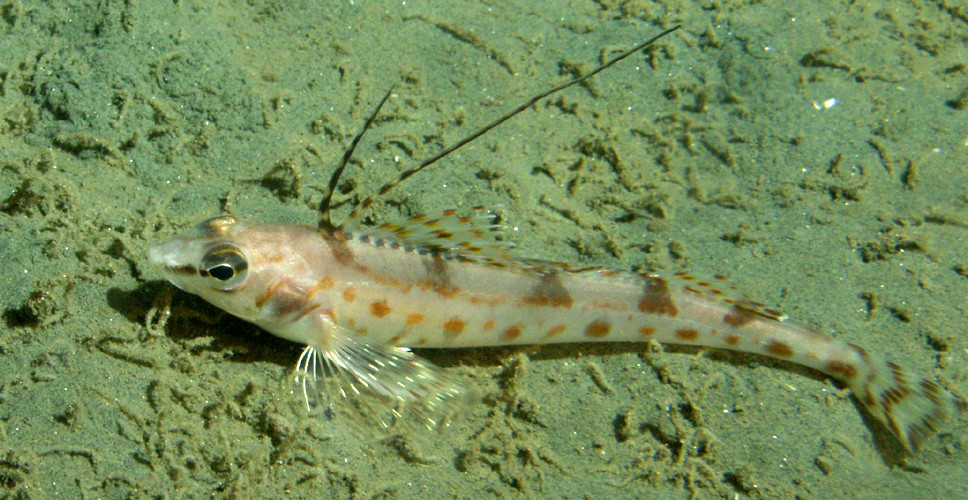
Cepillo espina larga (Zaniolepis latipinnis)
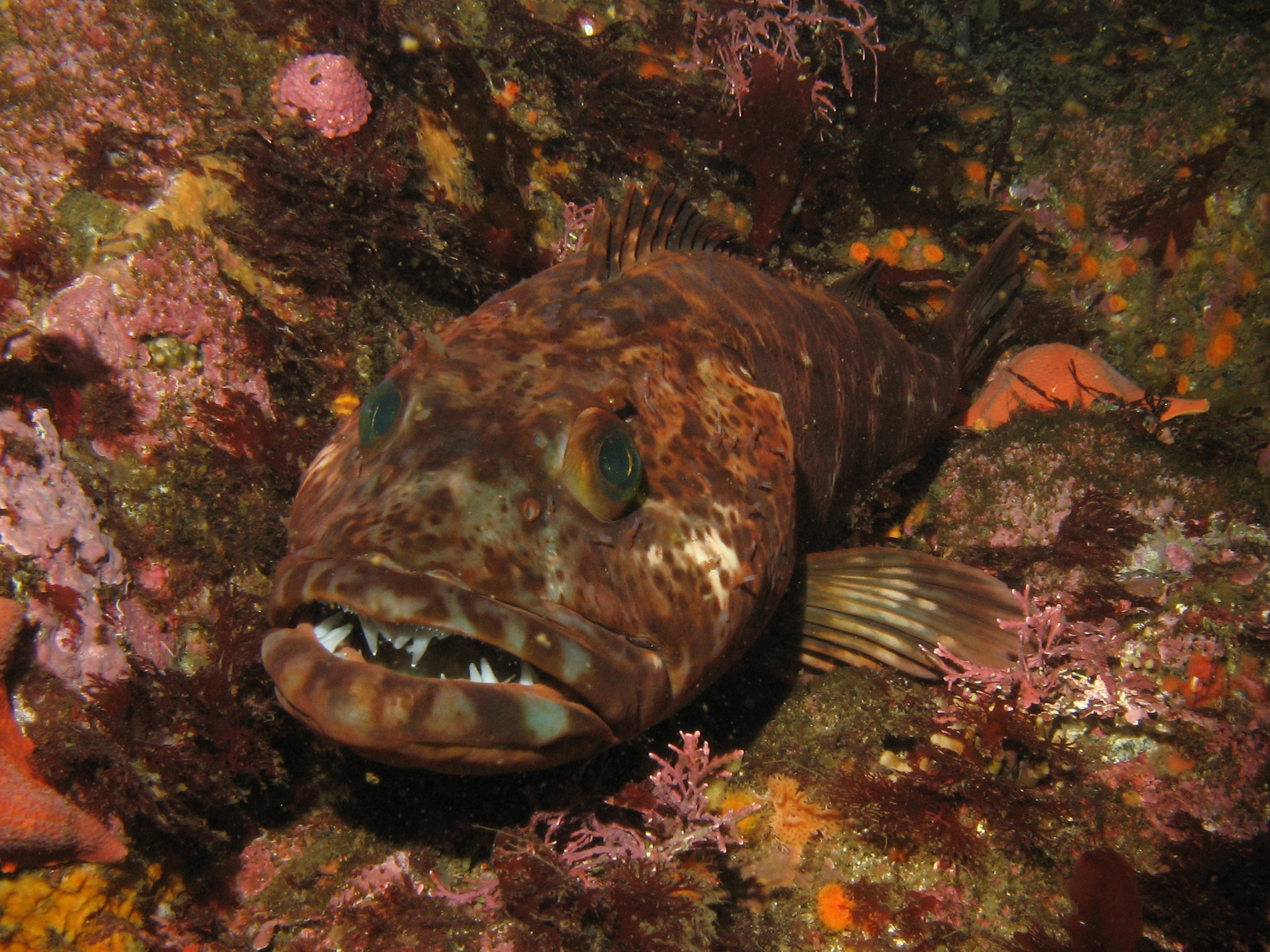
Bacalao largo (Ophiodon elongatus)
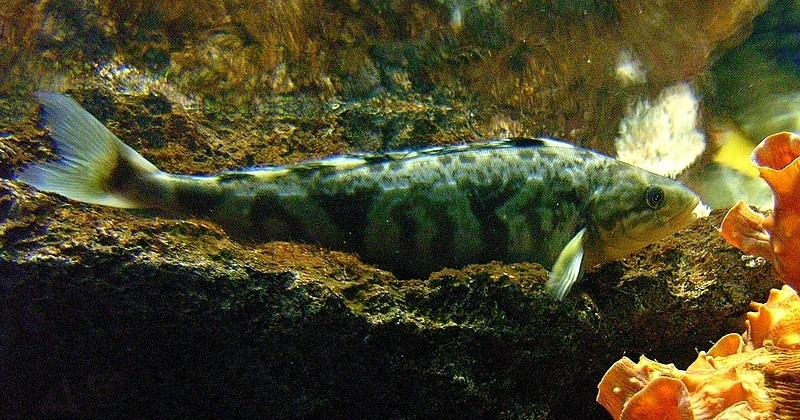
Lorcha de Ojotsk (Pleurogrammus azonus)
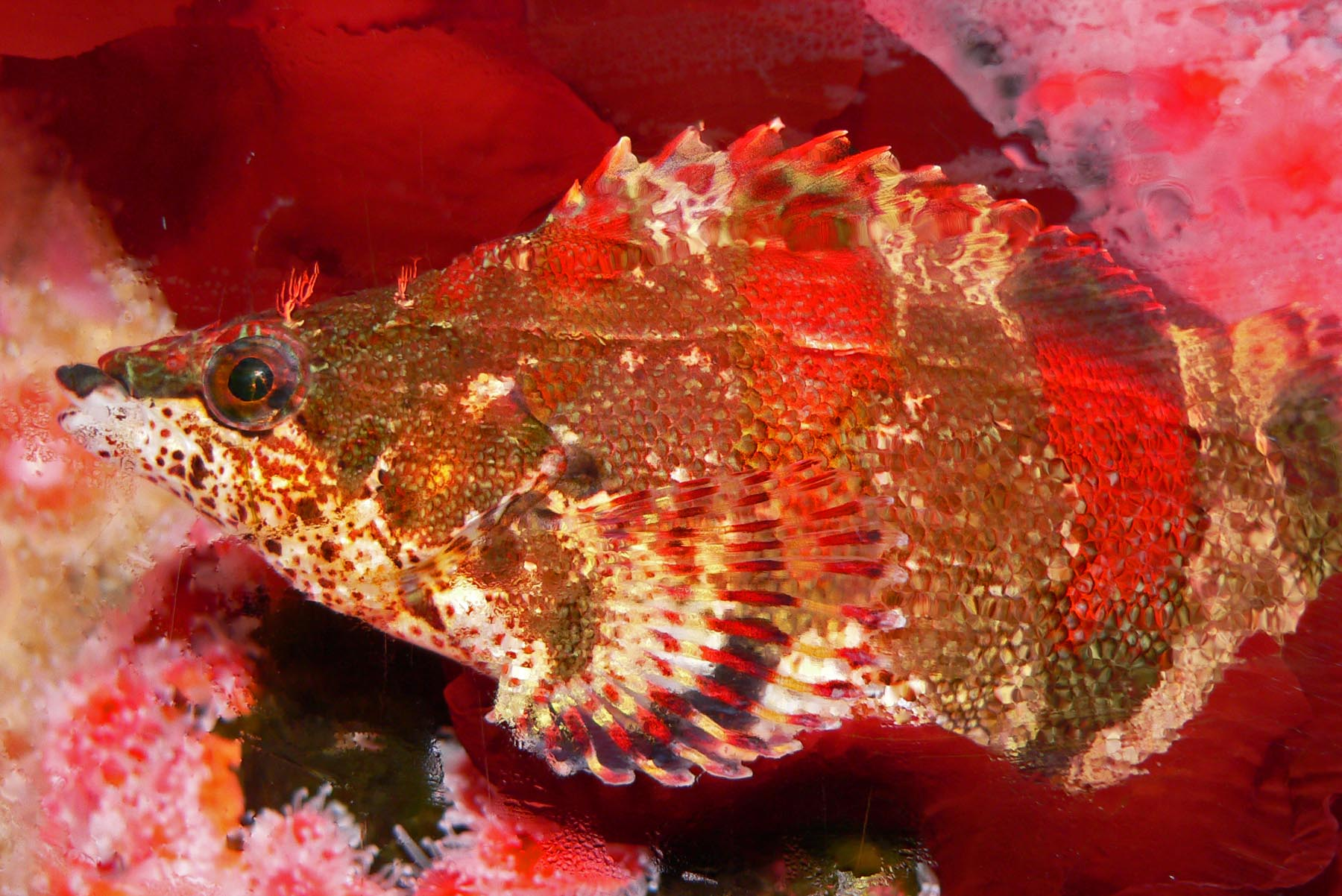
Molva pinta (Oxylebius pictus)